# Fak-Fak (afdeling)

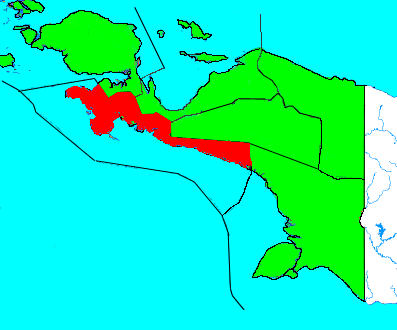
De ligging van Fak-Fak

Fak-Fak was een van de zes afdelingen waarin Nederlands-Nieuw-Guinea was verdeeld. De afdeling lag op de zuidwestkust van het eiland. De hoofdplaats en zetel van de resident was de plaats Fakfak op het schiereiland Onin. De afdeling telde zo'n 28.000 inwoners (schatting 1955), waarvan er 1800 in de hoofdplaats woonden.
Het gebied van de voormalige afdeling Fak-Fak hoort tegenwoordig, net als de voormalige afdeling West Nieuw-Guinea, tot de Indonesische provincie West-Papoea.
De afdeling Fak-Fak was bestuurlijk verdeeld in drie onderafdelingen:
- Fak-Fak (hoofdplaats: Fak-Fak)
- Kaimana (hoofdplaats: Kaimana)
- Mimika (hoofdplaats: Kokonao)

Hollandia · Geelvinkbaai · Centraal Nieuw-Guinea · West Nieuw-Guinea · Fak-Fak · Zuid Nieuw-Guinea